# Osečenica
Osečenica es un pueblo ubicado en el municipio de Mionica, distrito de Kolubara, Serbia.

## Superficie
Cuenta con una superficie de 27,69 kilómetros cuadrados.

## Demografía
Hasta 2022 la población era de 500 habitantes, con una densidad de población de 18,06 habitantes por kilómetro cuadrado.
| 1340                                                            | 1406 | 1357 | 1201 | 1083 | 932 | 795 | 710 | 500 |
| (Fuente: Population statistics of Eastern Europe & former USSR) |      |      |      |      |     |     |     |     |